# Сахти
Сахти (на фински: Sahti) е традиционна финландска бира, тип ейл, която произхожда от Южна Финландия. Сахти е негазирана тъмна бира, в която основен източник на ферментиращи захари е ечемиченият малц, основен ароматизатор е хвойната, а за превръщането на захарите в алкохол се използват дрожди за висока ферментация. В наши дни се произвежда и от някои гурме-пивоварни в САЩ.

## История
Сахти се вари във Финландия още от ІХ век. Произходът на името е неизвестен. Според една версия, шведските търговци, които купували бирата, я наливали в бурета, в които поставяли и плодове за подобряване на вкуса и увеличаване на алкохолното съдържание чрез предизвикване на допълнителна ферментация. Плодовия сок се нарича на шведски „сафт“ и е възможно впоследствие „сафт“ да е трансформирано от финландските производители в „сахт“, а впоследствие и в „сахти“. В Естония също се вари подобна бира, която се нарича „о'лю“ (o'lu), а на шведския остров Готланд – „готландсдрика“ (gotlandsdricka). Във Финландия сахти се вари най-вече в района на Лами, на около 100 километра североизточно от Хелзинки, и в околностите на Сисма, на около 65 километра северно от финландската столица.
Традиционно в миналото сахти са варили жените в селските ферми, но в наши дни напитката се прави преимуществено от мъжете. Смятало се, че тази напитка има лечебни свойства, и я приготвяли за особени случаи – сватби, погребения, събиране на реколтата, Рождество и др. Често за съответния празник правели сахти в два варианта – по-силен сахти за мъжете и по-нискоалкохолна напитка за жените и свещениците. В миналото сахти се приготвяло от ечемик, ръж, овес, хвойна, като за вкус добавяли и различни плодове. След 1885 г. започнали да използват и фабрични дрожди за висока ферментация.
В средата на 19 век сахти произвеждат и продават около десетина малки пивоварни, като постепенно производството намалява и накрая съвсем преустановява в края на Втората световна война. През 1987 г. компанията „Ламин Сахти Ой“ получава от държавния спиртен монопол АЛКО лиценз за продажба на сахти и сега е най-големият производител и търговец на сахти във Финландия.

## Характеристика
Традиционно сахти се вари основно от ечемичен малц, като се добавя и до 10 % ръжен малц, а в редки случаи и овес за получаване на по-тъмен цвят. В някои ферми вместо малц използват овесено или ръжено брашно. Използваният във Финландия сахти малц е комбинация от различни двуредни сортове ечемик от местен произход.
В миналото, когато малцът се е приготвял в домашни условия, изсушеното зърно поставяли в платнени торби, които се потапяли във вода за няколко дни. След като ечемика покълва в торбите, зърното се прехвърляло в полукръгли дървени корита – куурна (kuurna). След завършване на етапа на кълняемост, суровият малц се нареждал на купчини и се нагрявал в сауна, като ръчно премествали малца в близост до тавана, където зърното се изсушавало от топлината. Така получения малц съхранявали в дървени бъчви до използването му за варене на сахти. Хвойната, която на фински се нарича катайа (kataja), играе двойна функция: от една страна като дезинфекциращо и филтриращо средство, а от друга – клонките, плодовете и игличките придават на бирата сахти неповторим вкус. Първоначално течността и хвойновите клонки се загряват до кипване. Бирата придобива вкус, когато пивната мъст се филтрира през дървени корита „куурна“, като се поставят и клонки с хвойнови плодови и слама за по-добра филтрация на течността. Обикновено хмел не се използва при приготвянето на сахти. Сахти се вари с дрожди от рода на Saccharomyces cerevisiae.
Алкохолното съдържание обикновено е над 7,0 % об.

## Известни търговски марки
Типични търговски марки са: Lammin Kataja Olut, Lammin Sahtia, Puhti IV B, Finlandia Sahti, Finlandia Strong Sahti, Malmgård Jouluolut, Arctic Circle Ale, Norse Legend Sahti (САЩ), Goose Island Sahti (САЩ).